# نهارکوت
نهارکوت (به انگلیسی: Naharkot) یک منطقهٔ مسکونی در پاکستان است که در ناحیه بارخان واقع شده‌است.